# Caladenia catenata
Caladenia catenata là một loài thực vật có hoa trong họ Lan. Loài này được (Sm.) Druce mô tả khoa học đầu tiên năm 1917.

## Hình ảnh

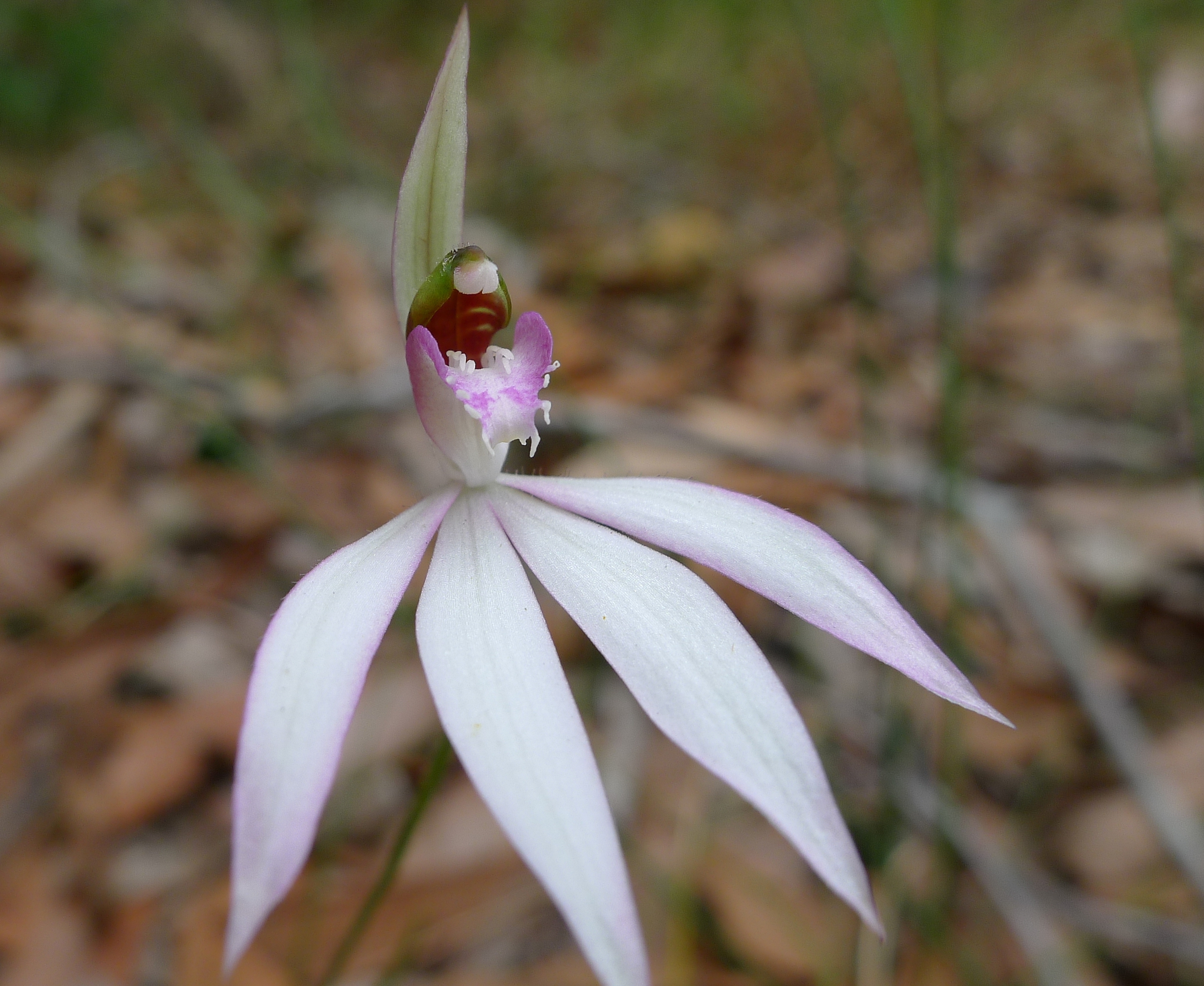
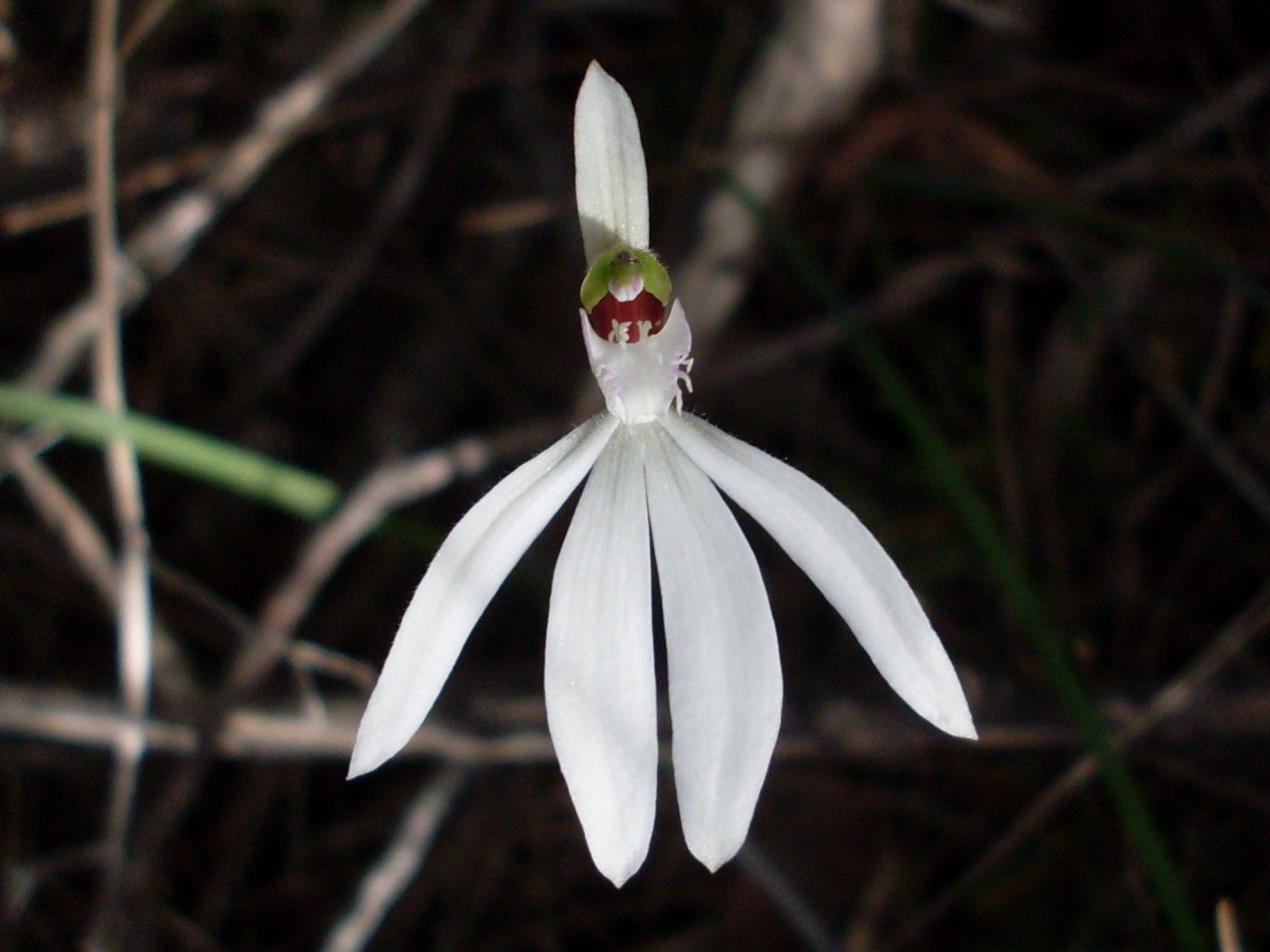
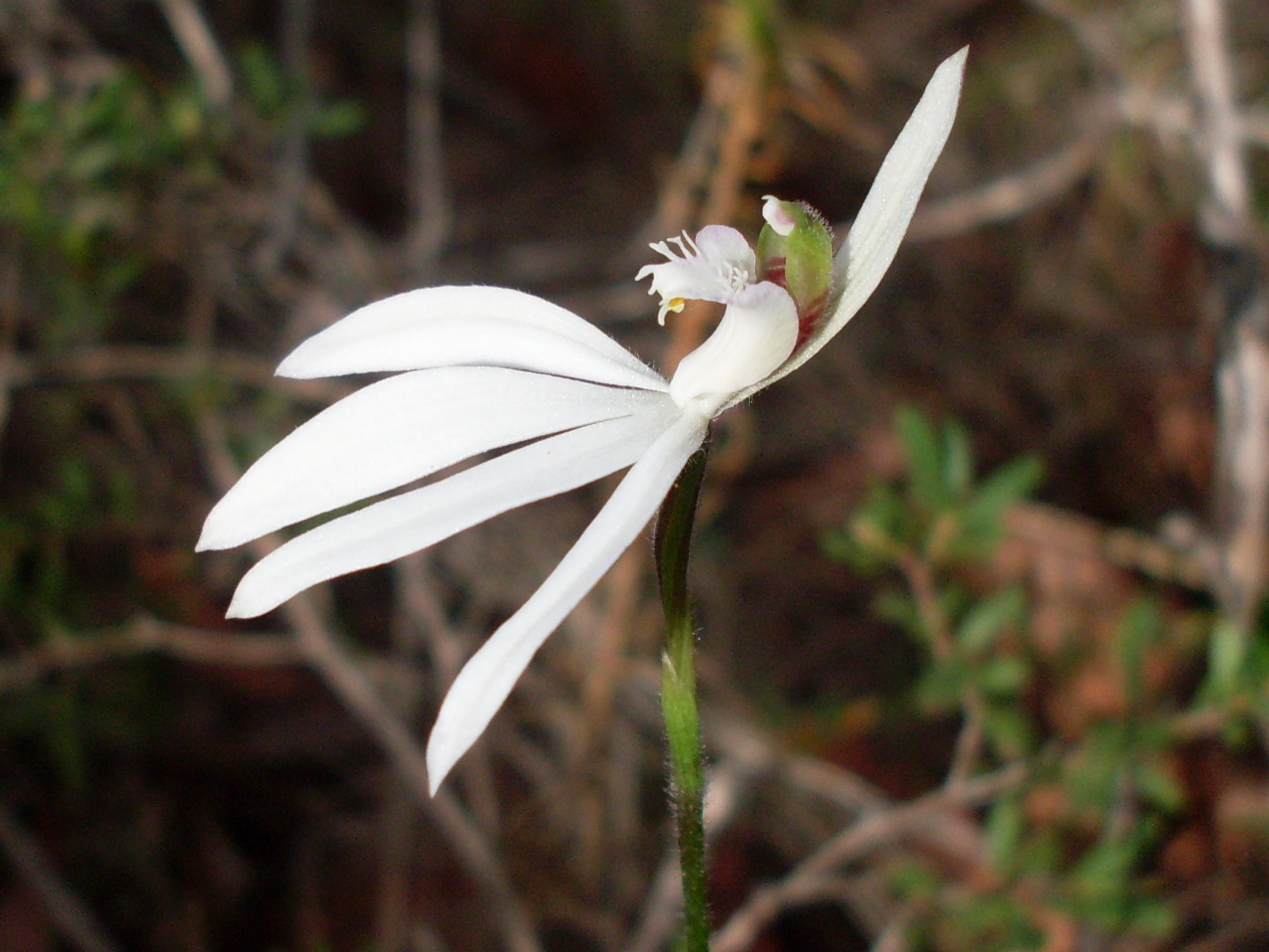